# Utilitat (economia)
En economia, la utilitat és una mesura de la satisfacció d'una determinada persona amb un determinat estat del món. Amb el temps, el terme s'ha utilitzat amb almenys dos significats.
- En un context normatiu, utilitat es refereix a un objectiu o objectiu que volem maximitzar, és a dir, una funció objectiva. Aquest tipus d'utilitat s'assembla més al concepte utilitari original, desenvolupat per filòsofs morals com Jeremy Bentham i John Stuart Mill.
- En un context descriptiu, el terme fa referència a una funció objectiva aparent ; aquesta funció es revela pel comportament d'una persona, i específicament per les seves preferències sobre les loteries.

La relació entre aquests dos tipus de funcions d'utilitat ha estat una font de controvèrsia tant entre els economistes com els eticistes, amb la majoria sostenint que les dues són diferents però generalment relacionades.

## Funció d'utilitat
Considereu un conjunt d'alternatives entre les quals una persona té una preferència d'ordre. Una funció d'utilitat representa aquest ordenament si és possible assignar un nombre real a cada alternativa de tal manera que l'alternativa a s'assigni un nombre més gran que l'alternativa b si i només si l'individu prefereix l'alternativa a a l'alternativa b. En aquesta situació, algú que selecciona l'alternativa més preferida també ha d'escollir una que maximitzi la funció d'utilitat associada.
Suposem que James té una funció d'utilitat {\displaystyle U={\sqrt {xy}}} tal que {\displaystyle x} és el nombre de pomes i {\displaystyle y} és el nombre de bombons. L'alternativa A té {\displaystyle x=9} pomes i {\displaystyle y=16} bombons; l'alternativa B té {\displaystyle x=13} pomes i {\displaystyle y=13} bombons. Posar els valors {\displaystyle x,y} en els rendiments de la funció d'utilitat {\displaystyle {\sqrt {9\times 16}}=12} per a l'alternativa A i {\displaystyle {\sqrt {13\times 13}}=13} per a B, de manera que James prefereix l'alternativa B. En termes econòmics generals, una funció d'utilitat classifica les preferències relatives a un conjunt de béns i serveis.
Gérard Debreu va derivar les condicions requerides perquè un ordenament de preferències sigui representable per una funció d'utilitat. Per a un conjunt finit d'alternatives, aquestes només requereixen que l'ordre de preferències sigui complet (de manera que l'individu pot determinar quina de les dues alternatives és preferida o que són indiferents) i que l'ordre de preferències sigui transitiu.
Suposem que el conjunt d'alternatives no és finit (per exemple, encara que el nombre de béns sigui finit, la quantitat escollida pot ser qualsevol nombre real d'un interval). En aquest cas, existeix una funció d'utilitat contínua que representa les preferències d'un consumidor si i només si les preferències del consumidor són completes, transitives i contínues.

## Aplicacions
La utilitat es pot representar mitjançant conjunts de corbes d'indiferència, que són corbes de nivell de la funció mateixa i que representen la combinació de mercaderies que un individu acceptaria per mantenir un determinat nivell de satisfacció. La combinació de corbes d'indiferència amb restriccions pressupostàries permet la derivació de corbes de demanda individuals.
A continuació es mostra un diagrama d'una corba d'indiferència general (figura 1). Els eixos vertical i horitzontal representen el consum individual de mercaderies Y i X respectivament. Totes les combinacions de mercaderies X i Y al llarg de la mateixa corba d'indiferència són considerades amb indiferència pels individus, el que significa que totes les combinacions al llarg d'una corba d'indiferència donen el mateix valor d'utilitat.

## Preferència
Tot i que les preferències són la base convencional de la teoria de l'elecció en microeconomia, sovint és convenient representar les preferències amb una funció d'utilitat. Sigui X el conjunt de consum, el conjunt de totes les cistelles mútuament excloents que el consumidor podria consumir. Funció d'utilitat del consumidor {\displaystyle u\colon X\to \mathbb {R} } classifica cada resultat possible en el conjunt de consum. Si el consumidor prefereix estrictament x a y o és indiferent entre ells, aleshores {\displaystyle u(x)\geq u(y)}.

## Functions
Les funcions d'utilitat, que expressen la utilitat en funció de les quantitats dels diferents béns consumits, es tracten com a cardinals o ordinals, depenent de si s'interpreten o no com a proporcionant més informació que simplement l'ordenació de les preferències entre paquets de béns, com la informació sobre la força de les preferències.

## Utilitat marginal
Els economistes distingeixen entre utilitat total i utilitat marginal. La utilitat total és la utilitat d'una alternativa, tot un paquet de consum o situació de la vida. La taxa de canvi d'utilitat a partir del canvi de la quantitat d'un bé consumida s'anomena utilitat marginal d'aquest bé. Per tant, la utilitat marginal mesura el pendent de la funció d'utilitat respecte als canvis d'un bé. La utilitat marginal sol disminuir amb el consum del bé, la idea de la "utilitat marginal decreixent". En notació de càlcul, la utilitat marginal del bé X és {\displaystyle MU_{x}={\frac {\partial U}{\partial X}}}. Quan la utilitat marginal d'un bé és positiva, el seu consum addicional augmenta la utilitat; si és zero, el consumidor està saciat i indiferent de consumir més; si és negatiu, el consumidor pagaria per reduir el seu consum.

## Utilitat esperada
La teoria de la utilitat esperada s'ocupa de l'anàlisi de les opcions entre projectes arriscats amb múltiples resultats (possiblement multidimensionals).
La paradoxa de Sant Petersburg va ser proposada per primera vegada per Nicholas Bernoulli el 1713 i resolta per Daniel Bernoulli el 1738, tot i que el matemàtic suís Gabriel Cramer va proposar prendre l'expectativa d'una funció d'utilitat d'arrel quadrada dels diners en una carta de 1728 a N. Bernoulli. D. Bernoulli va argumentar que la paradoxa es podria resoldre si els responsables de la presa de decisions mostressin aversió al risc i defensaven una funció d'utilitat cardinal logarítmica. (L'anàlisi de les dades de les enquestes internacionals durant el segle XXI ha demostrat que en la mesura que la utilitat representa la felicitat, com per a l'utilitarisme, és efectivament proporcional al logaritme d'ingressos.)

## Utilitat indirecta
Una funció d'utilitat indirecta dóna el valor òptim assolible d'una funció d'utilitat determinada, que depèn dels preus dels béns i del nivell d'ingressos o riquesa que posseeix l'individu.

## Limitacions pressupostàries

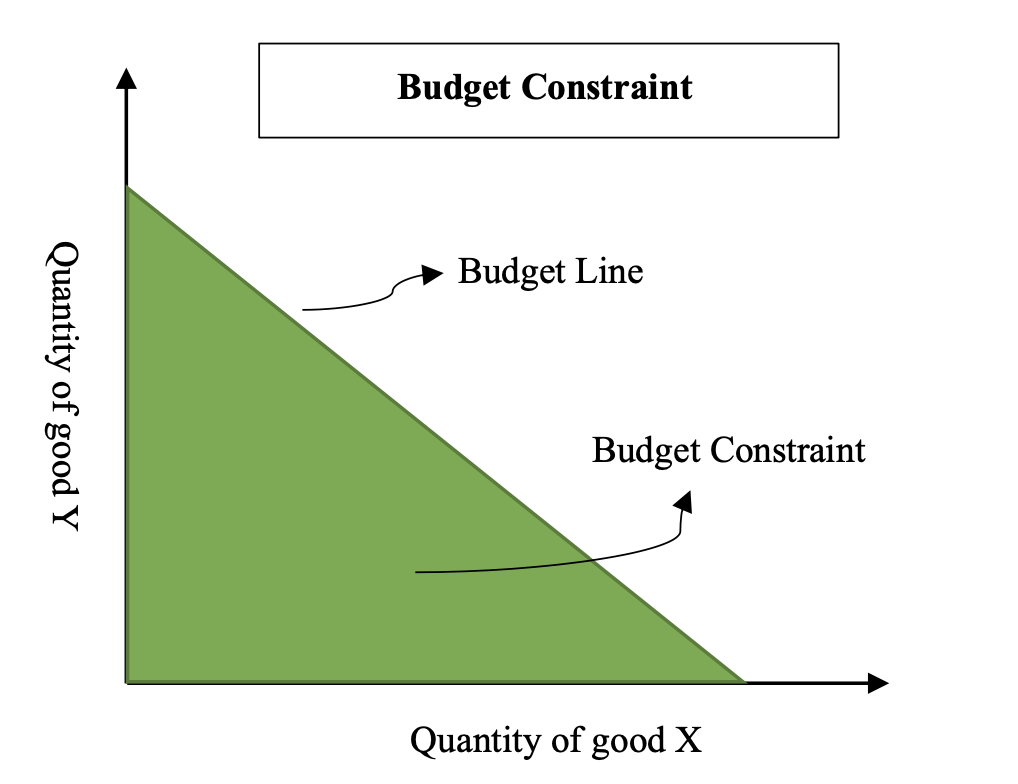
Figura 2

Els consums de les persones es veuen limitats per la seva dotació pressupostària. El gràfic de la línia pressupostària és una línia lineal amb pendent descendent entre els eixos X i Y. Tots els paquets de consum de la línia pressupostària permeten als individus consumir sense utilitzar tot el pressupost, ja que el pressupost total és més gran que el cost total dels paquets (Figura 2). Si només es té en compte els preus i les quantitats de dos béns en un paquet, es podria formular una restricció pressupostària com {\displaystyle p_{1}X_{1}+p_{2}X_{2}=Y}, on {\displaystyle p_{1}} i {\displaystyle p_{2}} són els preus dels dos béns, {\displaystyle X_{1}} i {\displaystyle X_{2}} són quantitats dels dos béns.
{\displaystyle {\text{slope}}={\frac {-P(x)}{P(y)}}}